# Операција Љубљанска покрајина
Операција Љубљанска покрајина (итал. Provincia di Lubiana) је била велика италијанска офанзива против партизана у Словенији. Изведена је у неколико етапа, уз садејство Вермахта и снага НДХ, од 12. јула до 4. новембра 1942. године.
Операцијом Љубљанска покрајина, фашистичке снаге су нанеле знатну штету словеначким партизанима, али нису оспеле да их униште нити да остваре пресудан успех.

## Позадина
Припреме за офанзиву у Љубљанској покрајини отпочеле су почетком јула 1942. године. На основи упутстава Више команде оружаних снага за Словенију и Далмацију, од 8. јуна, команда 11. армијског корпуса израдила је план за офанзиву, а затим је генерал Роботи, командант 11. корпуса, 6. јула одржао састанак са командантима 5. и 23. корпуса ради затварања бивше италијанско-југословенске границе и границе према НДХ за време операција у »Љубљанској покрајини«.
Шест дана касније, на састанку у Љубљани између генерала Роботија и генерала Резенера, команданта немачке 18. војне области, одлучено је да Немци за време офанзиве затворе немачко-италијанску границу у Словенији, како би се спречило пребацивање партизана из једног у друго окупационо подручје, и да на подручју Горењске и Штајерске отпочну шире акције против партизанских јединица чим постојећим полицијским снагама пристигну појачања. Планом италијанске офанзиве било је предвиђено да се узастопним офанзивним операцијама, у једанаест етапа, униште партизанске снаге у Љубљанској покрајини, да се поред разних репресивних мера којима је требало застрашити народ и одвојити га од устанка попале села и изврши масовно интернирање становништва и да се јединице Беле гарде употребе за борбу против партизана, како би се разбуктао братоубилачки рат.
Главни штаб за Словенију благовремено је уочио припреме непријатеља за офанзиву и, чим су отпочеле операције, издао врло исцрпна упутства о поступку партизанских јединица за време офанзиве. Он је упозорио на то да ће непријатељ тежити да јаким снагама окружује поједине одреде, и да зато одреди морају маневрисати и избегавати фронталне борбе, не напуштајући свој терен. Штаб је, даље, указао да се примени тактика »прилепљивања« уз непријатељске гарнизоне; да се непријатељ напада док је још у покрету; да све партизанске снаге на територији Словеније пређу у офанзиву и присиле непријатеља на развлачење снага; да се појачају дејства и диверзије на комуникацијама и на тај начин отежају и онемогуће покрети и маневри непријатеља; итд.

## Ангажоване снаге
За остварење операције ангажован је 11. армијски корпус ојачан двема дивизијама и другим специјалним јединицама (дивизије »Каћатори деле Алпи«, »Мацерата«, »Изонцо« и »Гранатијери де Сардења«, 11 групација граничне страже, две фашистичке легије црних кошуља, четири специјална батаљона »М« и све остале помоћне јединице). За затварање бивше југословенско-италијанске границе употребљене су неке јединице 23. армијског корпуса, а границе према НДХ — неке јединице 5. армијског корпуса, који је истовремено, са јаким снагама, предузео офанзивна дејства на подручју Горског Котара и Хрватског Приморја, а касније и на Жумберачко-покупском подручју.
Непосредно пре почетка непријатељске офанзиве, у Љубљанској покрајини су се налазиле 3. и 5. група одреда и 1. словеначка ударна бригада »Тоне Томшич«, у укупној јачини око 3.000 бораца. Али знатан број ових јединица био је тек формиран, тако да није било довољно времена за њихово војничко учвршћење, што се у извесној мери одразило на борбену способност јединица и држање бораца у току офанзиве.

## Ток операције

### Прва и друга етапа
У првој и другој етапи италијанске офанзиве (од 16. до 24. јула) дивизије »Каћатори деле Алпи« и »Гранатијери ди Сардења« и неколико »М« батаљона, ојачаних тенковима и оклопним аутомобилима, окружили су простор Љубљана, Смарје, Гросупље, Зденска Вас, Велике Блоке, Церкница, Боровница, а затим почели да стежу обруч и да целу област чисте од партизанских снага, у првом реду планине Крим и Мокрец. Кримски партизански одред, који је дејствовао на тој територији, успео је, после мањих борби, да се главним снагама пробије према југу, на Травну Гору, а мањим снагама на север, у Полхограјске Доломите, да би се већ 28. јула поново вратио на свој терен, који су италијанске снаге напустиле по завршеном »чишћењу«.
Пошто нису успеле да униште Кримски одред, италијанске снаге су искалиле бес над цивилним становништвом. Но, иако нису имали успеха у борби с партизанима, Италијани су постигли успехе у организовању Беле гарде, која је настојала да терор и репресалије окупатора искористи за стварање својих оружаних формација. Пратећи италијанске трупе и садејствујући им у борби против партизана, белогардисти су иступали као »заштитници народа«, стварајући сеоске страже и своје војне јединице по селима кроз која су пролазили. Од белогардистичке групе која се издавала за партизански Штајерски батаљон — најпре је формирано неколико нових група, а ускоро и неколико батаљона Легије смрти.

### Трећа етапа
У трећој етапи офанзиве (од 24. јула до 23. августа) италијанске трупе »чистиле« су подручје западно и јужно од Кочевја и Кочевски Рог на коме су се налазили ЦК Комунистичке партије Словеније и Главни штаб Словеније са Кочевским одредом. Сазнавши да се на Кочевском Рогу налази руководство Народноослободилачке борбе Словеније, Италијани су у тзв. Рошкој офанзиви, са дивизијама »Гранатиери ди Сардења«, »Каћатори деле Алпи«, покретним групама дивизија »Маћерата« и »Изонцо« и групом генерала Церутија, до 17. августа, потпуно окружили Кочевски Рог, а затим отпочели његово детаљно чишћење. Главни штаб Словеније, Централни комитет и Извршни одбор Освободилне фронте покушали су још 16. августа да се пробију са Кочевског Рога, али у томе нису успели, јер су Италијани разбили Кочевски партизански одред. Тако се устаничко вођство Словеније нашло у врло тешкој ситуацији: окружено на релативно уском простору у близини Краљевог Камена, без партизанских јединица. Један његов део ипак је успео да се пробије на сектор села Подлипоглава код Љубљане, док је други део остао прикривен на Кочевском Рогу. Да би олакшао ситуацију на Кочевском Рогу, Оперативни штаб Словеније наредио је бригади »Тоне Томшич« да главнину пребаци на Кочевски Рог и омогући да се отуда извуку делови руководства и мање групе партизана које су се тамо налазиле. Слично наређење упућено је Западнодолењском одреду и Маневарском батаљону (формираном од разних група партизана). Мада су закасниле (јер су се италијанске јединице већ повлачиле), ове снаге су успоставиле контакт са делом руководства и прикупиле партизанске групе које су биле распршене по Кочевском Рогу.
После три етапе непријатељске офанзиве, један део људства из партизанских одреда повукао се кућама или се предао непријатељу, Бела гарда је ојачала, а страховит терор окупатора и белогардиста толико је заплашио масе, да је сваки политички рад био веома отежан. Да би ово пребродили и обезбедили даљи развитак борбе у Словенији, ЦК КПС и Главни штаб Словеније предузели су низ војно-политичких мера за одржавање јединства словеначког народа у борби са окупатором. Главни штаб је дошао до закључка да мале јединице не могу ништа постићи у борби с јаким непријатељским снагама које су нападале из добро утврђених гарнизона, и да треба мењати војну организацију, систем командовања и тактику борбе. Притом је у наредним етапама офанзиве главну пажњу посветио ликвидацији Беле гарде, која је за Народноослободилачки покрет Словеније претстављала један од главних политичких проблема, чије се решење није смело одлагати.
Појавило се и мишљење да све партизанске јединице Словеније треба пребацити на територију Хрватске, како би се сачувале снаге и обезбедио повратак у повољној ситуацији. Међутим, ЦК КПС и Главни штаб Словеније нису прихватили такво гледиште, јер би напуштање територије олакшало положај окупатора и ојачало позиције Беле гарде. Тада је Главни штаб Словеније одлучио да своје седиште премести у Доломите, центар словеначке територије, одакле ће моћи непосредније руководити борбом у Горењској, Штајерској и Словеначком Приморју. Поред тога, проведена је реорганизација обавештајне службе, која је у почетку офанзиве била слабо организована.

### Четврта и пета етапа
У четвртој етапи, која је почела 24. августа, италијанске дивизије »Каћатори деле Алпи«, »Гранатијери ди Сардења«, делови дивизије »Изонцо« и Бела гарда из Новог Места, са линије Кочевје, Подстенице, Подтурен, предузели су наступање ка линији Жужемберк, Кршка Вас, Расица с циљем да тамо најпре набаце партизанске снаге, а затим да их у петој етапи (од 30. августа до 5. септембра) потисну према италијанско-немачкој граници и униште у садејству са немачким снагама. Како су у то време партизанске јединице појачале своје акције у Кордуну, Жумберку и Горском Котару, то су Италијани били присиљени да из Словеније у Хрватску, почетком септембра, пребаце дивизију »Гранатијери ди Сардења« и 16. и 18. »М« батаљон. Због одласка ових снага знатно је ослабио притисак непријатеља у Словенији, па су се словенске партизанске јединице успешно извукле на подручју која су Италијани сматрали »очишћеним« или која нису била захваћена офанзивом.
Крајем августа је Главни штаб Словеније расформирао 5. групу одреда, тако да је на целој територији Долењске и Нотрањске остала само 3. група одреда са Кримским, Кочевским, Белокрањским, Кршким и Западнодолењским одредом. Главни штаб је из сваког батаљона узео по једну чету пробраног људства, па је од њих формирао три нове бригаде: 2. словеначку ударну бригаду »Матија Губец« (4. септембра), 3. словеначку ударну бригаду »Иван Цанкар« (између 16. и 23. септембра) и 4. словеначку бригаду »Љубо Шерцер« (6. октобра). Ове бригаде, због малог бројног стања (350—380 партизана), још нису биле способне за наношење јачих удараца непријатељу.

### Шеста, седма и осма етапа
У међувремену, када је Главни штаб за Словенију вршио реорганизацију јединица, Италијани су, током септембра, у шестој, седмој и осмој етапи офанзиве, вршили безуспешне нападе на партизанске снаге на подручју северно од долине горњег тока Крке, у пределу западно и јужно од Љубљане, на Кочевском Рогу и у Белој Крајини.
Средином септембра, због усташко-домобранског напада на партизанске снаге у Жумберку, 4. партизанска бригада Хрватске (кордунашка) и батаљон »Јосип Краш« Жумберачко-покупског одреда пребацили су се из Жумберка на територију Кршког и, касније, Белокрањског одреда, где су извели неколико успешних напада на италијанске јединице у рејону Чрномеља. Захваљујући дејствима кордунашке бригаде и бригада »Тоне Томшич«, »Иван Цанкар« и Белокрањског одреда у рејону Мирне Горе и села Планине, 24. септембра 1942. године Италијани су били принуђени да одвајају већ ангажоване јединице и да их упућују према рејонима који су били угрожени дејством бригада. У међувремену је Главни штаб Словеније усмеравао све своје снаге на уништење Беле гарде, првенствено на подручју Нотрањске и Сухе Крајине. Он је успео да без већих борби разоружа тзв. »сеоске страже« (које су биле формиране од присилно мобилисаних сељака) и да тиме демантује наводе италијанске и белогардистичке пропаганде о уништењу партизана.

### Последње четири етапе
Последње четири етапе офанзиве у »Љубљанској покрајини« изведене су од 2. октобра до 4. новембра 1942 године. Италијани су у последњој етапи напали партизанске снаге на Горјанцима, јер су ову планину, поред Крима, Мокреца и Кочевског Рога, сматрали једним од главних партизанских упоришта. Поред дивизије »Каћатори деле Алпи«, делова дивизија »Изонцо« и »Ломбардија«, у нападу су учествовали три усташка батаљона, Бела гарда и немачке јединице непознате јачине. Немачке и усташке јединице затвориле су обруч са северне и источне стране, а италијанске трупе су »прочешљавале« терен, стежући обруч око словеначког Белокрањског и Горјанског батаљона, као и 1. хрватског пролетерског батаљона и батаљона »Јосип Краш«. Главнина тих јединица пробила се из окружења ноћу 31. октобра и 1 новембра, код Мрзлог Поља, док се остатак пробијао по мањим групама, од којих је неке непријатељ заробио.

## Резултат операције
Иако циљ ове четворомесечне офанзиве у Словенији — по признању самих Италијана — »није ни издалека постигнут«, ипак је њоме био разбијен велики број организација Народне заштите, Комунистичке партије, Освободилне фронте и омладине. А пошто је то допринело и порасту Беле гарде, која је рушила јединство отпора словеначког народа, наметнула се хитна потреба за њеном ликвидацијом. Током новембра су њене јединице сатеране у градове и друга италијанска упоришта, али ни тамо више нису биле сигурне.
Захваљујући Освободилној фронти, која је имала јак ослонац у народу, и реорганизацији партизанских јединица, Италијани нису успели да постигну онакве резултате какве су Немци постигли у Првој офанзиви у Србији и у Трећој офанзиви у источној Босни, Санџаку, Црној Гори и Херцеговини. Словеначки партизани су и поред огромне бројне надмоћности непријатеља, и извесног несналажења у првим етапама офанзиве, сачували живу силу и остали на свом терену.